# Municipio de Plains
El municipio de Plains  (en inglés: Plains Township) es un municipio ubicado en el condado de Luzerne en el estado estadounidense de Pensilvania. En el año 2000 tenía una población de 10.906 habitantes y una densidad poblacional de 317.4 personas por km².

## Geografía
El municipio de Plains se encuentra ubicado en las coordenadas 41°16′00″N 75°44′29″O / 41.26667, -75.74139.

## Demografía
Según la Oficina del Censo en 2000 los ingresos medios por hogar en la localidad eran de $36,603 y los ingresos medios por familia eran $46,549. Los hombres tenían unos ingresos medios de $34,076 frente a los $25,880 para las mujeres. La renta per cápita para la localidad era de $19,712. Alrededor del 8,3% de la población estaban por debajo del umbral de pobreza.